# 三葉小瓷蟹
三葉小瓷蟹（学名：Porcellanella triloba）为瓷蟹科小瓷蟹屬下的一个种。